# روجر بيتي
روجر بيتي (2 يناير 1912 بلييج في بلجيكا - 22 أبريل 1998) هو مبارز بالسيف ولاعب كرة قدم بلجيكي في مركز الدفاع، شارك في الألعاب الأولمبية الصيفية 1960. ولعب مع ستاندارد لييج.